# Photoscotosia apicinotaria
Photoscotosia apicinotaria là một loài bướm đêm trong họ Geometridae.